# Монастырь Святой Троицы (Метеора)
Монастырь Святой Троицы — мужской православный монастырь на одной из скал Фессалии в номе Трикала, Греция. Один из шести сохранившихся доныне Метеорских монастырей.

## История
Не существует достоверных свидетельств о дате основания обители. Один из неподтвержденных переводов свидетельствует, что монастырь был основан монахом Дометием в 1438 году. Однако существует историческое упоминание о монастыре Святой Троицы вместе с монастырем Мегала Метеора, датированное 1362 годом в приказе Симеона Уреша Палеолога. Достоверно известно, что возведение собора состоялось в 1476 году, на это указывает надпись на южном фасаде храма.
Сейчас комплекс обители состоит из часовни, балконного замка, алтаря, монашеских келий, покрытых низкими сводами. Настоящим украшением является Собор, посвященный Святой Троице. Позади собора расположен балкон, с которого открывается живописная панорама на монастыри Святого Стефана, Русану, Варлаама и Большой Метеорский монастырь, а также две скалы — Алисы и Святого Модеста. На этих скалах тоже когда-то действовали монастыри: на скале Святого Модеста — одноимённый монастырь, на скале Алисы — монастырь Святого Петра. Монастырь Святого Модеста, построенный в XII веке, был самым древним среди Метеорских, второй был основан около 1400 года.

## Собор

### Неф
Собор был возведен около 1475—1476 гг., сводчатый, двухколонный. Неф храма традиционна — крестообразная в плане, под трехсторонним куполом, как и храм монастыря Святого Николая Анапавсаса. На куполе единственное двупольные окно и с трех сторон имитационные арки. Вход в неф оборудован через низкую дверь с южной стены. Связь нефа с основным храмом осуществляется через три прохода. Алтарь расположен рядом с ризницей, достроенной в 1648 году.
Собор монастыря Святой Троицы украшен настенными фресками, нанесёнными в два этапа. К первому относится иконопись нефа, а фрески основного храма относятся ко второму этапу отделки храма покрывают более древние покровы. Среди живописных украшений сохранились две надписи создателей. Согласно первой, отделка нефа началась в 1692 году при митрополите Стагоне Арсении и по инициативе Михо Курика Кириака из города Велоны, иеромонаха и священника Иоанна Дамаскина. Собственно иконопись выполняли два мастера: Димитрий Ризос и Афанасий.
«Возведен с фундамента и построен этот божественный храм Святой Троицы архимандритом и деспотом Арсением и Михо Муриком Кириаком, с помощью иеромонаха и игумена этого Святого монастыря Иоанна Дамаскина 1692 года, в месяце мае. Роспись принадлежит Иоанну Ризо и Афанасию, 1699 год.»

Оригинальный текст (греч.)+ ΙΣΤΟΡΙΘΗ Ο ΠΑΝΣΕΠΤΟΩΣ K(ΑΙ) ΘΕΙΩΣ ΝΑΩΣ ΤHΣ ΣΕΒΑΣΜΙΑΣ ΘΕΙAΣ MONHΣ ΤHΣ AΓΙΑΣ ΤΡΙΑΔΟΣ ΑΡΧΙΕΡΑΤΕΥΟΝΤΟΣ ΤΟΥ ΘΕΟΦΙΛΕΚΤΑΤΟΥ ΗΜΩΝ ΔΕ ΑΥΘΕΝΤΟΣ K(ΑΙ) ΔΕΣΠΟΤΟΥ ΚΥΡΥΟΥ ΚΥΡ ΑΡΣΕΝΙΟΥ K(ΑΙ) ΔΑ ΕΞΟΔΟΥ ΚΥΡ ΜΙΧΟ ΜΟΥΡΙΚΥ K(ΑΙ) ΚΗΡΙΑΚΟΣ K(ΑΙ) ΕΤΕΡΟΥ ΚΥΡΙΑΚΟΥ ΕΚ ΚΟΜΙΣ ΒΕΛΟΝΗ K(ΑΙ) ΔIA ΣΙΝΔΡΟΜΙΣ ΚΟΠΟΥ ΤΟΥ ΟΣΙΩΤΑΤΟΥ ΙΕΡΟΜΟΝΑΧΟΥ K(ΑΙ) ΗΓΟΥΜΕΝΟΥ ΤHΣ ΣΕΒΑΣΜΙΑΣ ΑΥΤΗΣ ΜΟΝΗΣ ΙΩΝΑ K(ΑΙ) ΔΑΜΑΣΚΙΝΟΥ ΙΕΡΟΜΟΝΑΧΟΥ K(ΑΙ) ΕΦΗΜΕΡΙΟΥ ΕΠΙ ΕΤΟΥΣ ΑώΧώςώΒώ (1692) ΑΠΟ ΑΔΑΜ ΖΣ KATA ΜΗΝΗ ΜΑΥΟΥ Λ ΙΝΔΙΚΤΙΟΩΝΟΣ ΙΕ K(ΑΙ) ΥΚΤΗΤΩΡΙΘΗ ΟΥΤΟΣ ΔΗΜΙΤΡΙΟΥ ΑΓΓΕΛΟΥ K(ΑΙ) ΧΡΙΣΑΝΘΙΣ ΕΤΕΙ ΑΧ (1699) ΚΑΙ ΔΙΑ ΧΕΙΡΟΣ ΡΙΖΩ ΙΩ(ΑΝΝΟΥ) K(ΑΙ) ΑΘΑΝΑΣΙΟΥ.
В центре купола нефа изображен Вседержитель, окруженный ангельскими силами и Богоматерью, а ниже — пятнадцать пророков. В основе купола, между двумя восточными треугольниками, представлено Благовещение. В центре сцены Богородица и архангелы. Восточную стену занимают фигуры святых Анании, Азарии и Мисаила, а также праотцов.
На западной стороне северной колонны — Мольба Богоматери и Предтеча. На северной стороне колонны изображены Христос, святой Зосима, а на южной — святой Ефрем Сирин, Гостеприимство Авраама. На внутренней стороне арки, которую поддерживают две колонны, изображены фигуры святых, среди которых Матфей, Варнава, Тимофей, Агафий, Кириак, Варвара, Ирина, Адриан, Наталья, Елизавета и пророк Захария. На южной стене — Моление о чаше, Предательство Иуды, ниже Тайная вечеря, Омовение ног ученикам, Суд синедриона и Отречение Петра. Ниже пояс с фигурами мучеников: Святые Косма и Дамиан, Пантелеимон, Нестор, а также архангел Михаил.
В центральной части западной стены изображена одна из самых монументальных сцен Собора — Успение Богородицы. Поясом ниже — Суд Пилата, Раскаяние и повешение Иуды. Ещё ниже поясом — Святые Константин и Елена, Феодосий Великий, Савва Освященный, Евфимий, Антоний, а также архангел Гавриил.
На северной стене изображены сцены Стража у Гроба, Воскресение и Камень. Ниже — Собрание архиереев и фарисеев, Умывание Пилата, Бичевание и Высмеивание, фигуры Георгия Каппадока, Тропеуха, Димитрия Великого Дукса и Мировлита, Феодора Тирона, Феодора Стратилата, Евстафия, Иакова Персянин и Мины.
Живопись нефа Собора Святой Троицы отличается яркостью красок, чрезвычайным разнообразием тем и их композицией на относительно небольших поверхностях. Живописцы Иоанн Ризос и Афанасий, представители «Критской школы», создали легкие, гармоничные и хорошо спланированные образы, при этом очень подробно переданы выражения лиц, прорисованы детали наряда и т. д.

### Основной храм
Иконопись основного храма, согласно надписи на западной стене, над южной аркой, была осуществлена при митрополите Стагоне Феофане, при содействии игумена обители Парфения, иеромонаха Яника, иерея Стефана, иеромонаха Даниила, на средства братьев Яна и Анастасия Макри в 1741 году. Иконопись была выполнена двумя братьями священниками Антонием и Николаем.
«Возведен с фундамента и построен этот божественный и почтенный храм Святой Троицы усилиями игумена Парфения, иеромонахов Яника, Даниила, Константина, на средства братьев Яна и Анастасия Макри при митрополите Феофане в 1741 году. Оформление было осуществлено братьями Антонием и Николаем 6 октября.»

Оригинальный текст (греч.)+ ΙΣΤΟΡΙΘΗ Η ΘΕΙΑ ΑΥΤΗ ΜΟΝΗ K(ΑΙ) ΣΕΒΑΣΜΙΑΣ ΕΙΣ ΟΝΟΜΑ ΤHΣ AΓΙΑΣ ΤΡΙΑΔΟΣ ΔΙΑ ΣΥΝΔΡΟΜΙΣ ΤΟΥ ΠΑΝΟΣΙΟΤΑΤΟΥ ΚΑΘΗΓΟΥΜΕΝΟΥ ΠΑΡΘΕΝΙΟΥ ΙΕΡΟΜΟΝΑΧΟΥ ΙΑΝΙΚΙΟΥ ΙΕΡΟΜΟΝΑΧΟΥ: K(ΑΙ) ΣΤΕΘΑΝΟΥ ΙΕΡΕΟΣ ΔΑΝΗΙΛ ΙΕΡΟΜΟΝΑΧΟΥ ΕΘΗΜΕΡΕΥΩΝΤΟΣ, ΚΟΝΣΤΑΝΤΙΝΟΥ ΙΕΡΟΜΟΝΑΧΟΥ ΔΙΑ ΕΞΟΔΟΥ, ΙΑΝΟΥ ΜΑΚΡΙ K(ΑΙ) ΑΥΤΑΔΕΛΦΟΥ ΑΝΑΣΣΤΑΣΙΟΥ ΑΥΤΟΥ ΑΡΧΙΕΡΑΤΕΥΩΝΤΟΣ ΤΟΥ ΘΕΟΦΙΛΕΚΤΑΤΟΥ ΑΥΤΟΥ K(ΑΙ) ΛΟΓΙΟΑΤΟΥ K(ΥΡΙ)ΟΥ ΚΥΡ ΘΕΟΦΑΝΟΥΣ ΕΤΟΥΣ ΑΧΜΑ (1741) ΔΙΑ ΧΕΙΡΟΣ ΑΝΤΩΝΙΟΥ ΙΕΡΕΩΣ K(ΑΙ) ΝΙΚΟΛΑΟΥ ΟΚΤΩΒΡΙΟΥ 6 ΑΥΤΑΔΕΛΦΩΝ.
На куполе основного храма Святой Троицы традиционно изображён Вседержитель, окруженный поясом ангельских сил, Богородицей (на западе) и Предшественником (на востоке). На следующем поясе изображены пророки Елисей, Илья, Даниил, Исаия, Захария, Иеремий, Моисей, Давид, Соломон, Малахий, Авдий, Аввакум, Осия, Иезекииль, Амос и Иона. В треугольных формах появляются евангелисты со своими знаками, все за исключением Луки, который рисует Богородицу, а не пишет Евангелие. На поверхностях между треугольниками изображены фигуры Христа, патриархов Исаака, Авраама и Иакова.
Под аркой купола алтаря изображена Богородица среди ангелов и Богородица Платитера. Ниже — Беседа апостолов, а по нижнему поясу — совместная литургия иерархов Григория Теолога, Василия, Иоанна Христосома, Григория Диалога. В центре свода — Пятидесятница, ниже Святая Троица. Почти всю северную стену занимает сцена Снятия. Во акрой купола тигеля изображено Очищение. Под сводами — архангел Михаил, на южной стене — Святой Аефал, на северной — Видение Святого Петра Александрийского.
На восточной стене помещения для диаконов изображен Святой Кирилл Александрийский во время богослужения. Над очагом — архангел Гавриил. На южной стене — Святой Игнатий Теофор. Под сводом южной арки основного храма расписано Благовещение и Крещение. Из-под сцены Благовещения достаточно хорошо просматриваются фигуры святых Константина и Елены на более древнем слое. В центре свода Христос Эммануил и на куполе — Рождество и Сретение. Ниже на южной стене фигуры святых Святых Николая, Спиридона, Харалампия, Прокопия, Никиты и Святого Онуфрия. На куполе южной стены Пир Ирода и Обрезание Предшественника. На переднем плане — Святой Лаврентий. На восточной стороне южной колонны изображен апостол Пётр и на восточной стороне северной колонны — апостол Павел.
Под северным сводом изображены Преображение и Распятие, ниже под последним просматривается образ архангела Гавриила с более древнего слоя. В центре купола — Христос, на северном куполе Пробуждение Лазаря и Вербоносец. Ниже на северной стене изображены фигуры Святой Екатерины, Меркурия Артемия, Виссариона — архиепископа Ларисы и Трикалы, Ахиллея Ларисы, Марии Египетской. На куполе между иконостасом и амвоном — пророк Илья в пустыне, и в центре — Святой Моисей Эфиоп.